# ジェーン・レイ
ジェーン・レイ（Jean Ley、1903年2月10日 - 2013年2月20日）は、ルクセンブルクのスーパーセンテナリアン。 ルクセンブルクの最高齢記録を保持している男性。
1903年2月10日、エトルブリュックで生まれる。生涯にわたりエトルブリュック在住だった。息子であるニコラス・レイは、1984年から1988年までルクセンブルク軍の参謀長であった。69年間の結婚生活を経て、2000年から未亡人になった。 110歳の誕生日の日にはエトルブリュックの市長とマリー＝ジョゼ・ジェイコブス大臣が来訪した。
2013年2月20日、110歳の誕生日の10日後に死去した。 年齢は死去から2年たった2015年3月1日に正式にGRGに検証された。